# الألعاب الأولمبية الشتوية للشباب 2016
الألعاب الشتوية للشباب 2016, هي النسخة الشتوية الثانية، لم يتم اختيار البلد المنظم حتى الآن، من المقرر اختيار في مايو 2011.

## البلدان التي قدمت طلب رسمي للأستضافة
ليلهامر، النرويج